# Pseudomasaris macneilli
Pseudomasaris macneilli är en stekelart som beskrevs av Richard Mitchell Bohart 1963. Pseudomasaris macneilli ingår i släktet Pseudomasaris och familjen Masaridae. Inga underarter finns listade i Catalogue of Life.